# إبراهيم كوتلوي
إبراهيم كوتلوي (بالتركية: İbrahim Kutluay)‏ مواليد 7 يناير 1974 في يالوفا، تركيا، هو لاعب كرة سلة تركي سابق بدأ مسيرته الاحترافية في سنة 1993. يبلغ طوله 6 قدم 6 بوصة (2.0 م). اعتزل اللعب في 2009.

## فرق لعب لها
- فنربخشة لكرة السلة

## الميداليات
| الميدالية | المسابقة                         |
| --------- | -------------------------------- |
| فضية      | بطولة أمم أوروبا لكرة السلة 2001 |

## روابط خارجية
- إبراهيم كوتلوي على موقع الاتحاد الدولي لكرة السلة (الإنجليزية)
- إبراهيم كوتلوي على موقع الدوري الأوروبي لكرة السلة (الإنجليزية)
- إبراهيم كوتلوي على موقع إن بي أي (الإنجليزية)
- إبراهيم كوتلوي على موقع سبورتس رفرنس (الإنجليزية)
- إبراهيم كوتلوي على موقع كرة السلة الأوروبية.كوم (الإنجليزية)
- إبراهيم كوتلوي على موقع ريلجم (الإنجليزية)
- إبراهيم كوتلوي على موقع بروبوليرز (الإنجليزية)
- إبراهيم كوتلوي على موقع سبورتس رفرنس (الإنجليزية)